# Nguyễn Văn Bổng (trung tướng)
Nguyễn Văn Bổng (sinh năm 1966) là một sĩ quan cấp cao trong Quân đội nhân dân Việt Nam, hàm Trung tướng, ông từng giữ chức Bí thư Đảng ủy, Chính ủy Quân chủng Hải quân.

## Thân thế và binh nghiệp
Ông sinh năm 1966 quê ở  Hải Phòng.
Trước năm 2015, ông là Phó Cục trưởng Cục Tổ chức, Tổng cục Chính trị
Năm 2015, ông được bổ nhiệm giữ chức Chính ủy Quân đoàn 1
Năm 2016, ông được bổ nhiệm giữ chức Cục trưởng Cục Tổ chức, Tổng cục Chính trị
Năm 2017, ông được bổ nhiệm giữ chức Chánh Văn phòng Quân ủy Trung ương - Bộ Quốc phòng.
Ngày 31 tháng 12 năm 2019, tại Quyết định 1968/QĐ-TTg, Thủ tướng Chính phủ Nguyễn Xuân Phúc bổ nhiệm Trung tướng Nguyễn Văn Bổng, Chánh Văn phòng Bộ Quốc phòng giữ chức vụ Bí thư Đảng ủy, Chính ủy Quân chủng Hải quân thay Chuẩn đô đốc Phạm Văn Vững nghỉ để chữa bệnh.
Ngày 05 tháng 8 năm 2020, tại Đại hội đại biểu Đảng bộ Quân chủng Hải quân lần thứ XIII, nhiệm kỳ 2020-2025, ông được Ban Chấp hành Đảng bộ Quân chủng nhiệm kỳ 2020-2025 tín nhiệm bầu tiếp tục giữ chức vụ Bí thư Đảng ủy Quân chủng.
Ngày 09 tháng 5 năm 2025, Thượng tướng Trịnh Văn Quyết - Bí thư Trung ương Đảng, Chủ nhiệm Tổng cục Chính trị Quân đội nhân dân Việt Nam - đã chủ trì hội nghị bàn giao chức vụ Bí thư Đảng ủy, Chính ủy Quân chủng Hải quân. Theo đó, thực hiện các quyết định của Thủ tướng Chính phủ và Quân ủy Trung ương về việc nghỉ công tác, nghỉ hưu với Trung tướng Nguyễn Văn Bổng.

## Lịch sử thụ phong quân hàm
| Năm thụ phong | 2011   | 2015        | 2019        |
| ------------- | ------ | ----------- | ----------- |
| Quân hàm      |        |             |             |
| Cấp bậc       | Đại tá | Thiếu tướng | Trung tướng |